# Натліс-Мцемелі
Монастир Натлісмцемелі (груз. ნათლისმცემლის მონასტერი) також відомий як монастир Святого Іоанна — історична та архітектурна пам'ятка в складі монастирського комплексу Давида Гареджа, розташованого в регіоні Кахетія, на сході Грузії.
Монастир складається з численних печерних храмів і центральної церкви. Є також менша церква на південь від головної. Інтер'єри церкви датуються 12 століттям.

## Історія
Основи монастиря Натліс-Мцемелі, розташованого за 12 км на захід від плато Давид-Гареджі, згідно з церковним переказом, були закладені Лучіаном, учнем Давида з Гареджі, в кінці VII століття.

## Архітектурні особливості
Комплекс складається з численних печерних храмів і центральної церкви. Центральна церква виділяється надзвичайною висотою. Іконопис головного храму сягає XVIII століття.
На південь від головної церкви є менша церква. Щоб дійти до тієї церкви, треба піднятися на скелю. Також перед цією церквою є висока дзвіниця та кімнати для ченців. Інтер'єри датуються ХІІ ст.

Усередині церкви можна побачити фрагменти розпису першої половини XII ст.

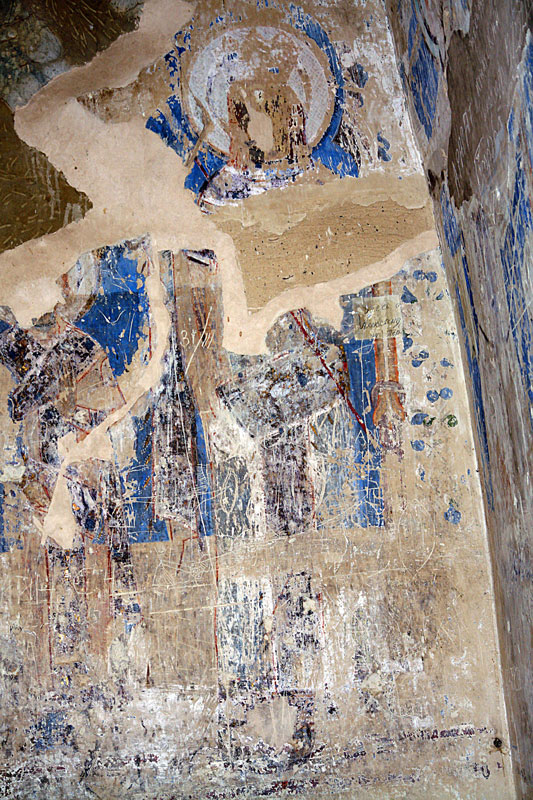
Фреска цариці Тамари в монастирі Натліс-Мцемелі
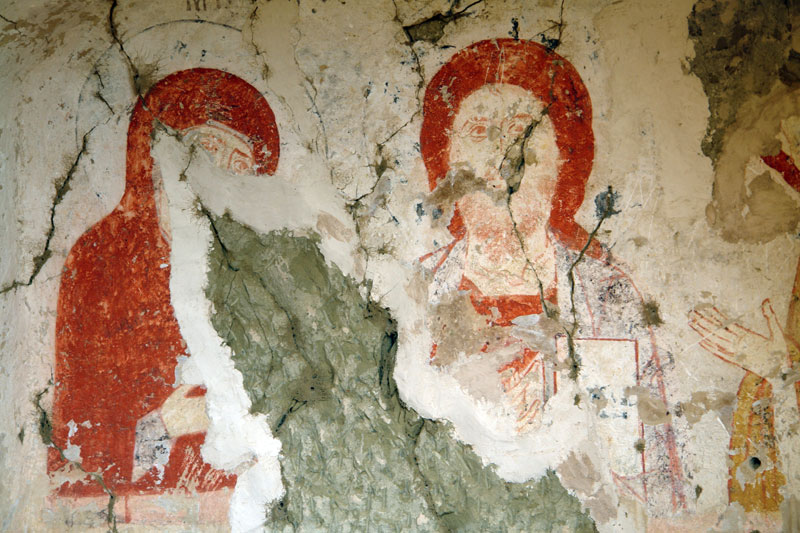
Фреска в монастирі Натліс-Мцемелі
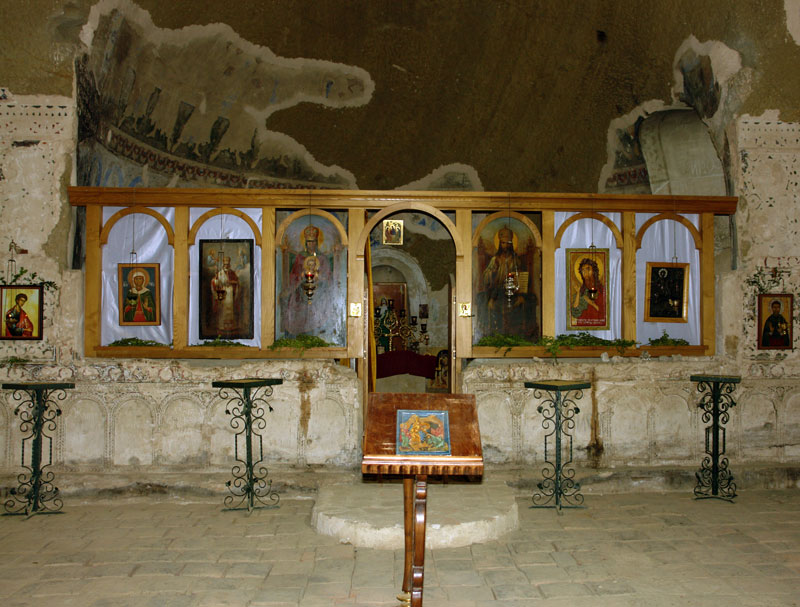
Монастир Натліс-Мцемелі